# 大森貴弘
大森 貴弘（おおもり たかひろ、1965年 - ）は、日本の男性アニメーター、アニメ演出家・監督。東京都出身。日本アニメーター・演出協会（JAniCA）会員。

## 経歴
高校卒業後、スタジオディーンにアニメーターとして入社。退社後はフリーのアニメーター・アニメ演出家として活動したが、20歳代半ば、カラオケビデオや企業VP（ビデオパッケージ）映像などの制作者・ディレクターに転向。実写映像の仕事の傍ら、原画やデザインの仕事を受けるようになり、アニメーション業界に復帰。
1996年の『赤ちゃんと僕』で監督デビュー、『はいぱーぽりす』、『魔法のステージファンシーララ』など、スタジオぴえろのテレビアニメ作品の監督を歴任した。
2000年以降は『地獄少女』、『バッカーノ!』、『夏目友人帳』、『デュラララ!!』 などの監督を務めヒット作を送り出している。『バッカーノ!』以降はブレインズ・ベース作品の監督を務めることが多く、また作品によっては音響演出も兼任する事がある。

## 参加作品

### 監督作品
1996年
- 赤ちゃんと僕

1997年
- はいぱーぽりす

1998年
- 魔法のステージファンシーララ
- よいこ

1999年
- パワーストーン

2000年
- OH!スーパーミルクチャン（アニメーション監督）

2003年
- ワンダーベビルくん

2004年
- 恋風
- 学園アリス

2005年
- 地獄少女（アフレコ演出兼任）

2006年
- 地獄少女 二籠（アフレコ演出兼任）

2007年
- BACCANO! -バッカーノ!-

2008年
- 夏目友人帳（音響演出兼任）

2009年
- 続 夏目友人帳（音響演出兼任）

2010年
- デュラララ!!（音響演出兼任）
- 海月姫（音響演出兼任）

2011年
- 夏目友人帳 参（音響演出兼任）
- 蛍火の杜へ（脚本、音響演出兼任）

2012年
- 夏目友人帳 肆（音響演出兼任）

2013年
- サムライフラメンコ（音響演出兼任）

2015年
- デュラララ!!×2 承（音響演出兼任）
- デュラララ!!×2 転（音響演出兼任）

2016年
- デュラララ!!×2 結（音響演出兼任）
- 夏目友人帳 伍（総監督、音響演出兼任）

2017年
- 夏目友人帳 陸（総監督、音響演出兼任）
- 地獄少女 宵伽（アフレコ演出兼任）

2018年
- 劇場版 夏目友人帳 〜うつせみに結ぶ〜（総監督、音響演出兼任）

2020年
- pet（音響演出兼任）

2021年
- 夏目友人帳 石起こしと怪しき来訪者（総監督、脚本、音響演出兼任）
- 映画 すみっコぐらし 青い月夜のまほうのコ（総監督）

2024年
- 夏目友人帳 漆（総監督、脚本、音響演出兼任）

### その他
1984年
- うる星やつら（動画）
- パーマン（動画）

1985年
- 星銃士ビスマルク（原画）
- 忍者戦士飛影（原画）
- バリバリ伝説 PART I 筑波篇（原画）
- 超獣機神ダンクーガ（原画）

1986年
- マシンロボ クロノスの大逆襲（原画）

1987年
- マシンロボ ぶっちぎりバトルハッカーズ（原画）
- 魔境外伝レディウス（設定補佐、原画）

1988年
- トウキョウ・バイス（原画）
- トップをねらえ!（原画）
- メタルスキンパニック MADOX-01（原画）

1989年
- クレオパトラD.C.（原画）
- ヴイナス戦記（原画）
- クラッシャージョウ OVA版（メカ作監）
- 機動警察パトレイバー TV版（原画）
- バオー来訪者（原画）

1990年
- ダーティペア OVA版（原画）
- ふしぎの海のナディア（原画）
- 江戸っ子ボーイ がってん太助（作画監督）
- 楽しいムーミン一家（演出・原画）

1991年
- タイニー・トゥーンズ（作画監督）

1993年
- 今日から俺は!!（原画）

1995年
- H2（小物設定・エンディングアニメーション原画）

1996年
- 新きまぐれオレンジ☆ロード そして、あの夏のはじまり（原画）
- 時遊館COCOはしむれ（指宿考古博物館）展示アニメ（企画・デザイン・作画・演出）

1999年
- 妖しのセレス（原画）
- セラフィムコール（絵コンテ）

2000年
- タイムボカン2000 怪盗きらめきマン（絵コンテ）
- デジタル所さん（絵コンテ）
- 地球少女アルジュナ（絵コンテ・演出）

2001年
- ヒカルの碁（絵コンテ）
- FF：U 〜ファイナルファンタジー:アンリミテッド〜（原画）
- パチスロ貴族 銀（絵コンテ・原画）
- しあわせソウのオコジョさん（絵コンテ・演出・作画監督）

2002年
- 灰羽連盟（助監督・設定補佐・絵コンテ・演出）

2005年
- ゾイドジェネシス（演出）

2006年
- ARIA The NATURAL（絵コンテ）

2008年
- 地獄少女 三鼎（アフレコ演出）

2012年
- ココロコネクト（ED2絵コンテ・ED2演出）

2013年
- AMNESIA（ED絵コンテ）

2016年
- 91Days（ED絵コンテ・演出）

2018年
- SOUND THEATRE x 夏目友人帳 〜音劇の章 2018〜「そこに響く音を」（脚本）
- 刻刻（絵コンテ）

2020年
- サンセルモ CM（絵コンテ・演出）

2021年
- YouTube もっともーっと!くまもっと。熊本県観光チャンネル：夏目友人帳×熊本県「人吉・球磨での優しい時間」（絵コンテ・演出）
- 一番くじ：夏目友人帳「ニャンコ先生と花しらべ」PR（絵コンテ・演出）

2024年
- アクロトリップ（ED絵コンテ）

## 受賞
蛍火の杜へ
- スコットランド・ラブズ・アニメーション 2011 審査員賞
- 第66回毎日映画コンクールアニメーション映画賞